# Бабенко Іван Андрійович
Іван Андрійович Бабенко (нар. 1905 — ?) — український радянський діяч, новатор сільськогосподарського виробництва, директор радгоспу імені XVIII партз'їзду Сталінської (Донецької) області. Депутат Верховної Ради УРСР 4-го скликання (з 1957 року). Герой Соціалістичної Праці (14.05.1949).

## Біографія
Член ВКП(б).
З 1939 по серпень 1940 року — завідувач Запорізького обласного земельного відділу.
З середини 1940-х років — директор зернового радгоспу імені XVIII партз'їзду села Новоселівки Волноваського (Тельмановського) району Сталінської (Донецької) області. У 1948 році отримав урожай пшениці 32,3 центнера із гектара на площі 313 гектарів.
Потім — на пенсії в селі Новоселівці Тельмановського району Донецької області.

## Нагороди
- Герой Соціалістичної Праці (14.05.1949)
- два ордени Леніна (14.05.1949, 26.02.1958)
- орден «Знак Пошани» (1966)
- медалі